# Johann Giefing
Johann Giefing (* 13. April 1953 in Wiener Neustadt) ist ein österreichischer Politiker (SPÖ) und Gemeindesekretär. Er war von 2003 bis 2008 vom Landtag Niederösterreich entsandtes Mitglied des österreichischen Bundesrates und von 1984 bis Anfang 2019 Bürgermeister der Marktgemeinde Schwarzenbach.

## Ausbildung und Beruf
Giefing besuchte von 1960 bis 1965 die Volksschule in Schwarzenbach und wechselte danach von 1965 bis 1969 zum Schulbesuch an die Hauptschule in Neudörfl (Burgenland). Er absolvierte im Anschluss zwischen 1969 und 1971 die Handelsschule in Mödling bzw. Wiener Neustadt und arbeitete von 1971 bis 1974 als kaufmännischer Angestellter. Er leistete dazwischen zudem zwischen Juni 1972 und November 1972 seinen Präsenzdienst in Großmittel ab. 1974 trat Giefing in den Dienst der Gemeinde Schwarzenbach, wobei er als Gemeindesekretär Beschäftigung fand.

## Politik und Funktionen
Giefing wurde 1982 zum Vizebürgermeister der Marktgemeinde Schwarzenbach gewählt und übte dieses Amt bis 1984 aus. 1984 wurde er als Nachfolger von Karl Eisinger erstmals zum Bürgermeister der Marktgemeinde Schwarzenbach gewählt. Bei der Gemeinderatswahl 2010 konnte er mit seiner Partei, der Sozialdemokratischen Partei Österreichs, 73,4 % der gültigen Stimmen erreichen, wobei dies ein leichtes Plus gegenüber der Gemeinderatswahl 2005 darstellte.
Innerparteilich ist Giefing bereits seit 1971 als Mitglied des Bezirksparteiausschusses der SPÖ Wiener Neustadt aktiv, zudem wurde er 1995 zum Mitglied des Bezirksparteivorstandes der SPÖ Wiener Neustadt gewählt und fungiert seit 1988 als Mitglied des Landesparteivorstandes der SPÖ Niederösterreich. Des Weiteren wirkte er von 1985 bis 1995 als Kammerrat der Bezirksbauernkammer Wiener Neustadt. Seit 1982 ist er auch Vorstandsmitglied des Abwasserverbandes Mittleres Burgenland.
Giefing war vom 24. April 2003 bis zum 9. April 2008 Mitglied der österreichischen Bundesrates, wobei er die SPÖ Niederösterreich vertrat. Er war im Bundesrat Vorsitzender bzw. stellvertretender Ausschussvorsitzender im Justizausschuss, stellvertretender Ausschussvorsitzender im Justizausschuss, Schriftführer im Geschäftsordnungsausschuss, Mitglied im Finanzausschuss, Mitglied im Gesundheitsausschuss, Mitglied im Landesverteidigungsausschuss und Mitglied im Ausschuss für Land-, Forst- und Wasserwirtschaft.
Im Dezember 2018 gab er seinen Rücktritt als Bürgermeister von Schwarzenbach bekannt. Die Amtsübergabe erfolgte am 7. Jänner 2019, Nachfolger wurde der Geschäftsführende Gemeinderat Bernd Rehberger. 2023 wurde der Aussichtsturm in Schwarzenbach in Johann Giefing Aussichtsturm umbenannt.

## Publikationen
- 2023: Die „Prägna“: Chronik der Marktgemeinde Schwarzenbach[4]

## Auszeichnungen
- Goldenes Ehrenzeichen für Verdienste um das Bundesland Niederösterreich
- Ehrenringträger der Marktgemeinde Schwarzenbach.